# Petria Thomas
Petria Ann Thomas (Lismore, 25 de agosto de 1975) é uma nadadora australiana, ganhadora de três medalhas de ouro em Jogos Olímpicos.
Em 1994, com 17 anos, ganhou sua primeira medalha em Mundiais com o bronze nos 200 metros borboleta. Nos Jogos da Commonwealth de 1994 em Victoria, Canadá, obteve duas medalhas de ouro, nos 100 metros borboleta e 4x100 metros livres. No entanto, em seguida, ela lutou por dois anos, até que regressou nas Olimpíadas de Atlanta em 1996, onde ganhou uma medalha de prata.
Apesar de estar com uma lesão no ombro, foi aos Jogos da Commonwealth de 1998 em Kuala Lumpur, e ganhou um bronze nos 100 m borboleta e uma prata nos 200 m no Campeonato Mundial em Perth, no mesmo ano. Ela teve um êxito semelhante na Olimpíadas de Sydney em 2000, ganhando três medalhas - bronze nos 200m borboleta, prata no 4x100 metros medley, e prata no 4x200 metros livres.
Petria sempre teve dificuldades para superar Susie O'Neill. No entanto, após os Jogos de 2000, O'Neill aposentou-se, e Petria, apesar de estar lutando contra recorrentes lesões, decidiu continuar. A decisão mostrou-se acertada quando ela ganhou três medalhas ouro no Campeonato Mundial de 2001 em Fukuoka, no Japão. Ela ganhou os 100 m e 200 m borboleta, e fazia parte da equipe vencedora dos 4x100m medley.
Nos Jogos da Commonwealth de 2002, ganhou cinco ouros, uma prata e um bronze. Virou a primeira mulher a ganhar o mesmo evento em três edições consecutivas dos Commonwealth - os 100 m borboleta. Após isto, obteve três medalhas de ouro e duas de prata no Campeonato Pan-Pacífico de 2002 em Yokohama, no Japão. No entanto, as lesões forçaram-na a parar, e ela teve que passar grande parte de 2003 de recuperação de uma reconstrução no ombro.
Em 2004, Petria retornou. Bateu os recordes da Commonwealth nos 50 m e 100 m borboleta, estabeleceu recordes pessoais nos 100 metros livres, 200 m livre mas perdeu o recorde mundial nos 200 m borboleta.
Finalmente conseguiu atingir o ouro olímpico em Atenas 2004, ganhando os 100 m borboleta, 4x100 m livre e 4x100 m medley (batendo os recordes mundiais nos dois revezamentos). Ela foi posteriormente escolhida para carregar a bandeira australiana na cerimônia de encerramento. Petria anunciou sua aposentadoria da natação competitiva na conclusão dos Jogos.